# コルトM1903
コルトM1903(Colt Model 1903 Pocket Hammerless)は、アメリカ合衆国の自動拳銃である。
一般には「コルト.32オート(Colt .32 Auto)」の名で知られる。本項目では.38口径型のコルトM1908と併せて記述する。
※コルト社の設計・製造した拳銃には同じ「M1903」のモデル名を持つものとして"Model 1903 Pocket Hammer"が存在するが、本項目で解説する"Model 1903 Pocket Hammerless"とは撃鉄が外部に露出している点を始めとして設計が異なる全く別の拳銃である。

## 概要
銃器設計者として知られるジョン・ブローニングが設計し、アメリカのコルト社が製造した自動拳銃で、第二次世界大戦時の高級将校、航空搭乗員の護身目的などで使用されたほか、小型で携行しやすいこと、撃鉄内蔵型であるために銃を隠し持ち、有事に抜き撃ちをする必要性から、諜報員や工作員にもよく使用されたといわれる。小型軽量で信頼性が高いため、かつては多くの軍隊や警察機関で使用されていた。アメリカ軍においては1970年代まで将校用拳銃として使用されており、1972年までは将官用の特別仕様モデル(General officer models)も製造されていた。
撃鉄内蔵型でローディングインジケータ（薬室内に弾が装填されていることを外部に示す装置）がないことから、薬室への装弾状況が確認しづらいことも相まって、暴発事故が多発したために追加の安全装置が設けられたという経緯がある。
2015年よりはおよそ40年ぶりに再生産され、2019年まではコルト社のラインナップに現役の製品として掲載されていた。
なお、当銃の設計を拡大発展させたものとして、ベルギーのFN社とアメリカのブローニング・アームズ社ではほぼ同じ内部機構を持つ拳銃であるFN M1903が生産されていた。

## 設計
本銃の特徴として、"Hammerless"の製品名の通り、ハンマー（撃鉄）が外部に露出しておらず、射撃にあたって撃鉄を操作する必要がないことと、マニュアルセフティ（指で扱う安全装置）とグリップセフティ（グリップを握りこむことで解除される安全装置）の二つの安全装置に加え、マガジンセフティ（弾倉が装填されていない場合には撃発できない状態にする安全装置）を持つことが挙げられる。
ただし“ハンマーレス”とは謳っているものの、ストライカー式の拳銃のように部品としての撃鉄が存在しないわけではなく、作動機構は撃鉄のあるシングルアクション式自動拳銃と同様である。撃鉄自体は存在しており、銃の後端にスライドに覆われる形で配置されている。このため、本銃の“ハンマーレス”とは「外部から撃鉄があることがわからない」という程度の意味である。これは突出した撃鉄が服やホルスター等に引っかかることがないため、銃を隠し持つことに適しており、咄嗟の際に抜き撃ちすることも容易である、という利点があったが、反面、撃鉄が起きているかどうかを目視で確認できないため、暴発事故の原因になるという問題もあった。二重式の安全装置はこの危険性に対処するために組み込まれたものである。
既述のように安全装置は二重式になっており、ハンマーがコッキングポジションにあるときのみマニュアルセフティがオンになり、同時にグリップセフティも握りこむことができるという仕組みになっている。しかし、前述のようにローディングインジケータがないことによる暴発事故（弾倉は装填されていないが薬室内に弾が装填されている場合、薬室内を確認しないまま撃発操作をしてしまい、意図せずに弾が発射されてしまう）が多発したことから、後期のモデル（製造番号 468096より）からはマガジンセフティが追加され、たとえ薬室内に弾薬が存在していても弾倉を抜いてあれば撃発されない、という3番目の安全装置が設けられた。

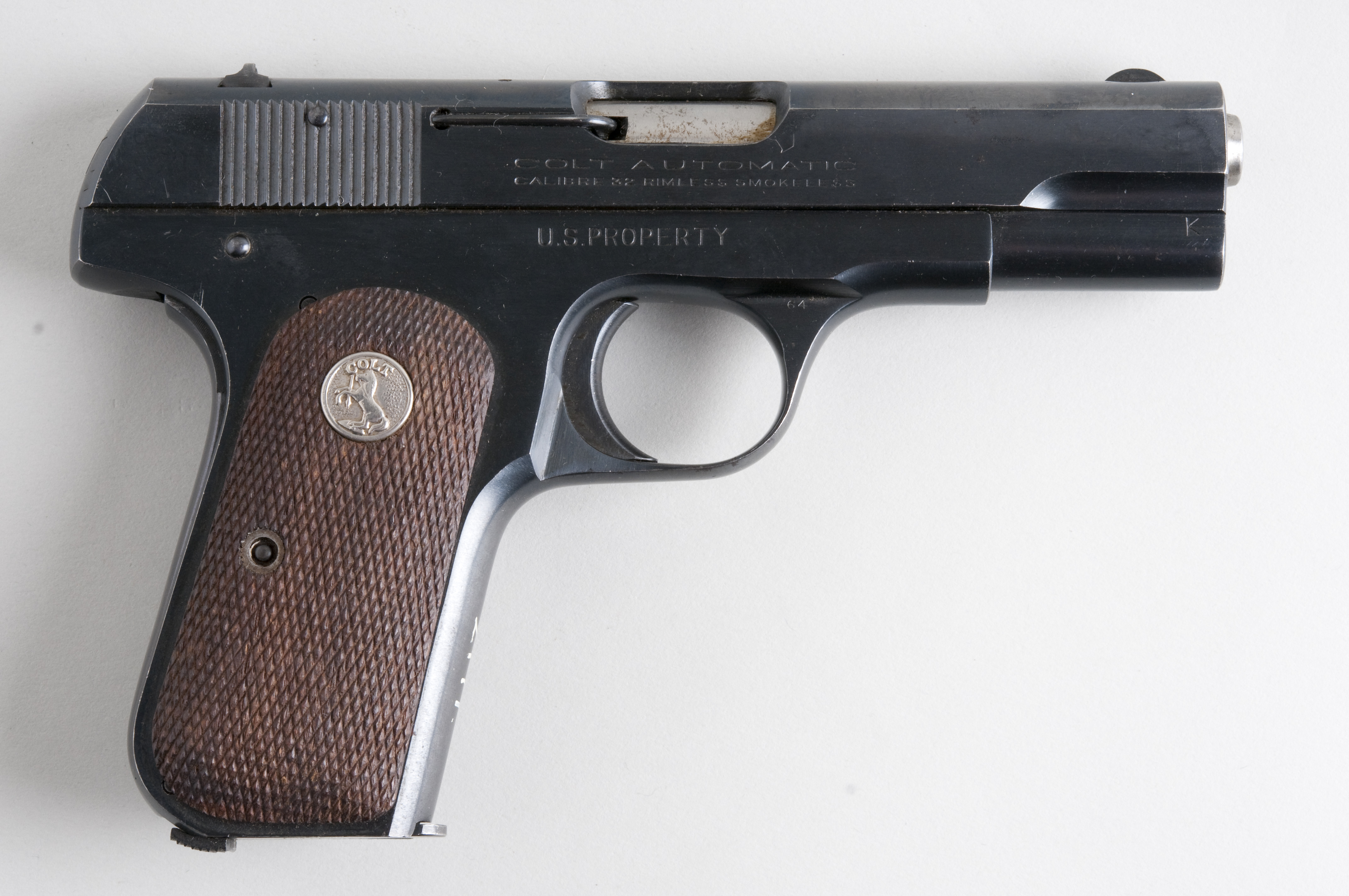
コルトM1903 右側面 画像のものはアメリカ軍向けモデルで、フレームの右側トリガー部分の上方に"US PROPERTY"の刻印がある
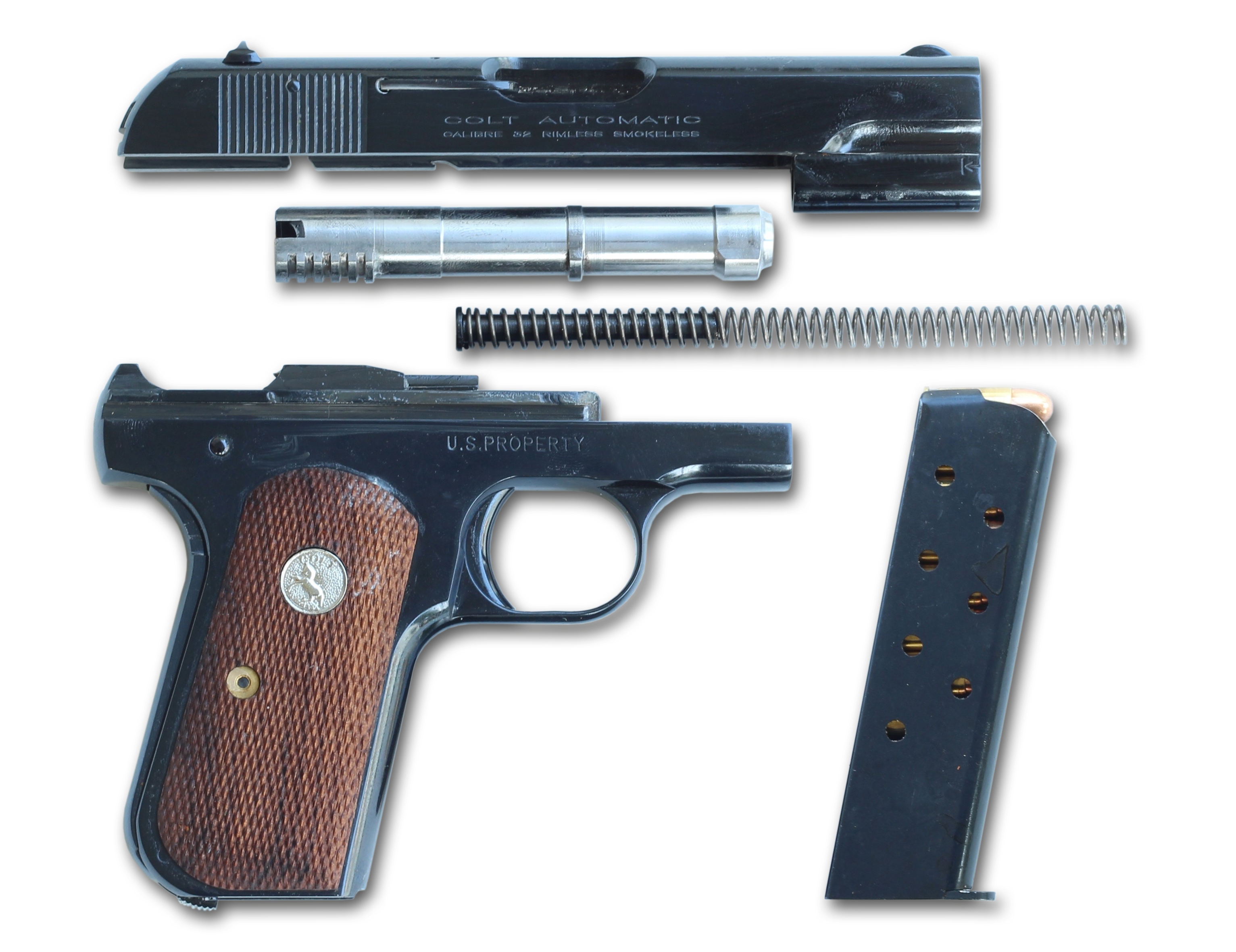
M1903 簡易分解状態

## 各型および派生型
コルトM1903は1903年から1945年にかけて約570,000梃が製造され、製造時期によって銃身長や銃身の銃口部を覆う“バレルブッシング(barrel bushing)”と呼ばれる部品の仕様、また前述のマガジンセフティの有無により Type I から -V まで5つのモデルに分けられる。
このうち、"Type II"として分類されるモデル（製造番号 72000 - 105050）以降では、銃身長が4インチ（約 101mm）から3.75インチ（約 95.2mm）に変更されており、全長も7インチ（約180mm)から6.75インチ（約 171mm) に短縮されている。外装の仕様としてはブルーフィニッシュの標準モデルの他にニッケル鍍金が施されたモデルも製造された。
また、Type IVを基本にリン酸塩皮膜処理仕上（パーカーライジング処理）とした軍用モデルも存在する（製造番号 554447  -  572214）。
この他、軍用向けとして速射性を向上させるべく、銃を構えたままスライドを指で引くことのできるフック状の部品（"finger cocking device"と仮称された）を装備したものが複数試作されているが、いずれも試作に終わっている。

## コルトM1908

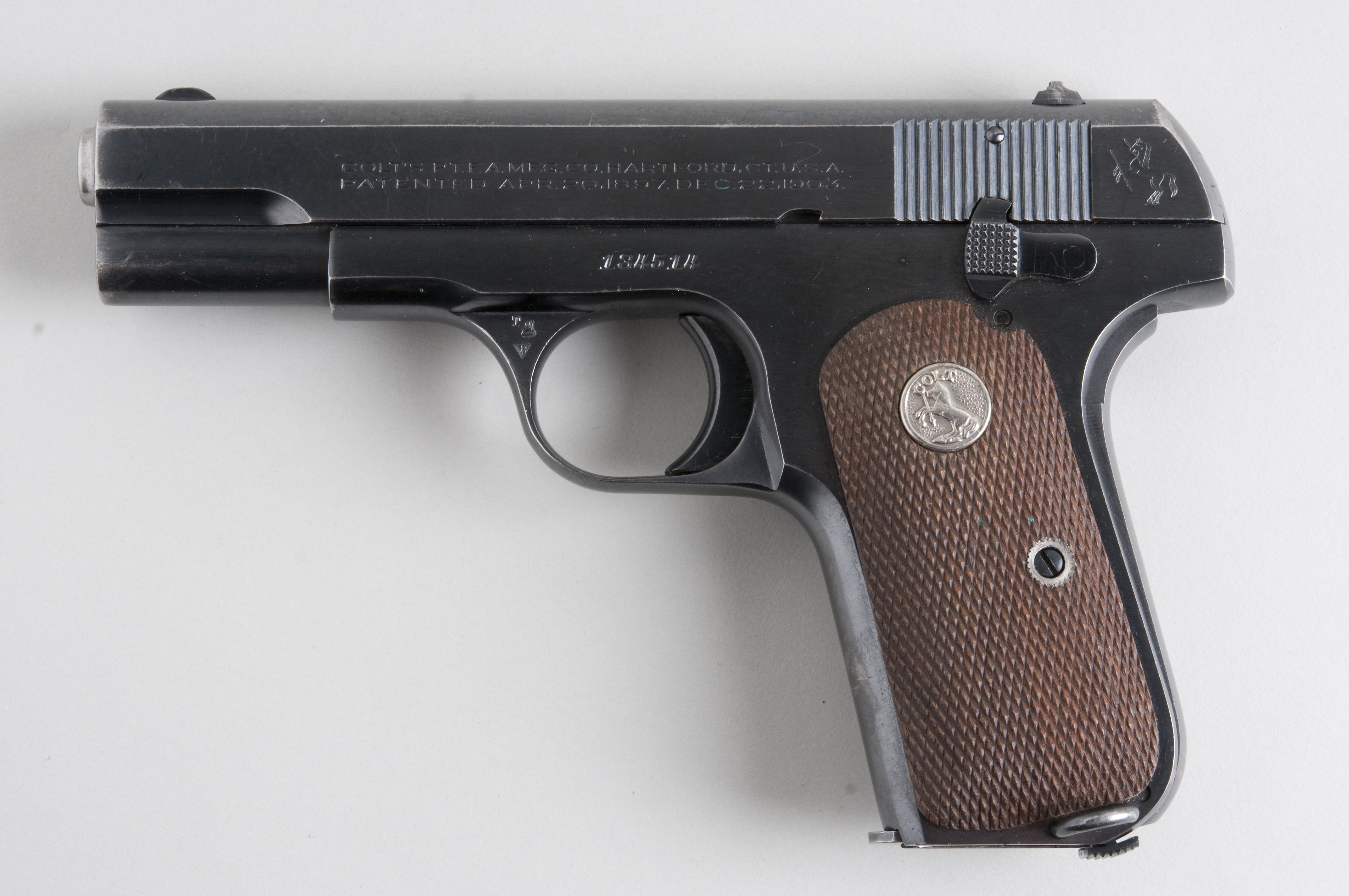
コルトM1908

M1903の口径を.38とし、使用弾薬を.380ACP弾とした派生型で、コルトM1908(Colt Model 1908 Pocket Hammerless .380 ACP) の製品名が与えられた。これは世界で最初に.380ACP弾を使用した拳銃である。
なお、M1908は口径以外はサイズ・デザインともにM1903とほぼ同一だが、弾倉側面の残弾確認孔が一列しかない（M1903は2列ある）点が異なる。
M1908は1908年の製造開始から1945年に製造中止となるまでの間に138,000梃余が製造された。

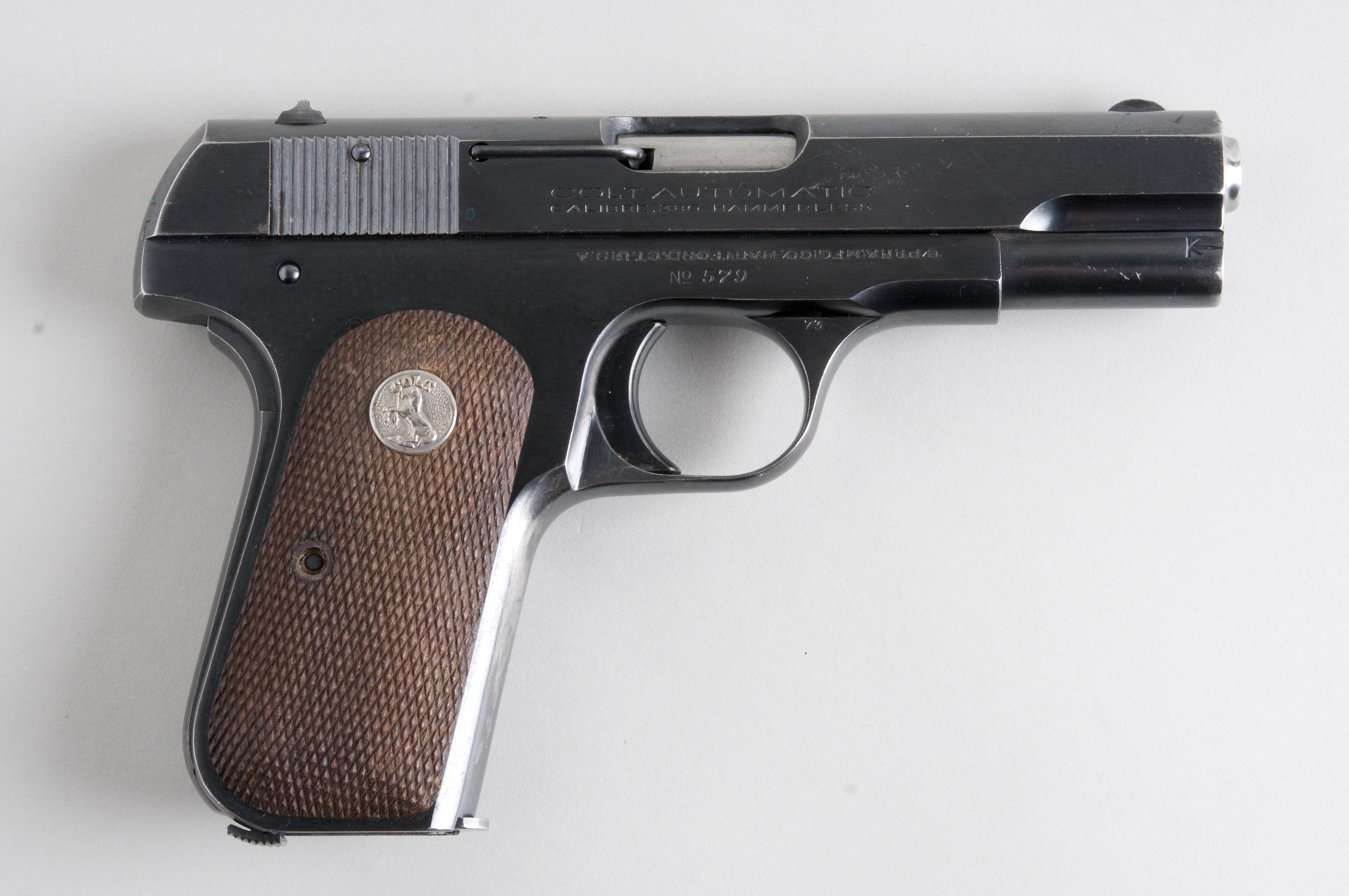
コルトM1908 右側面
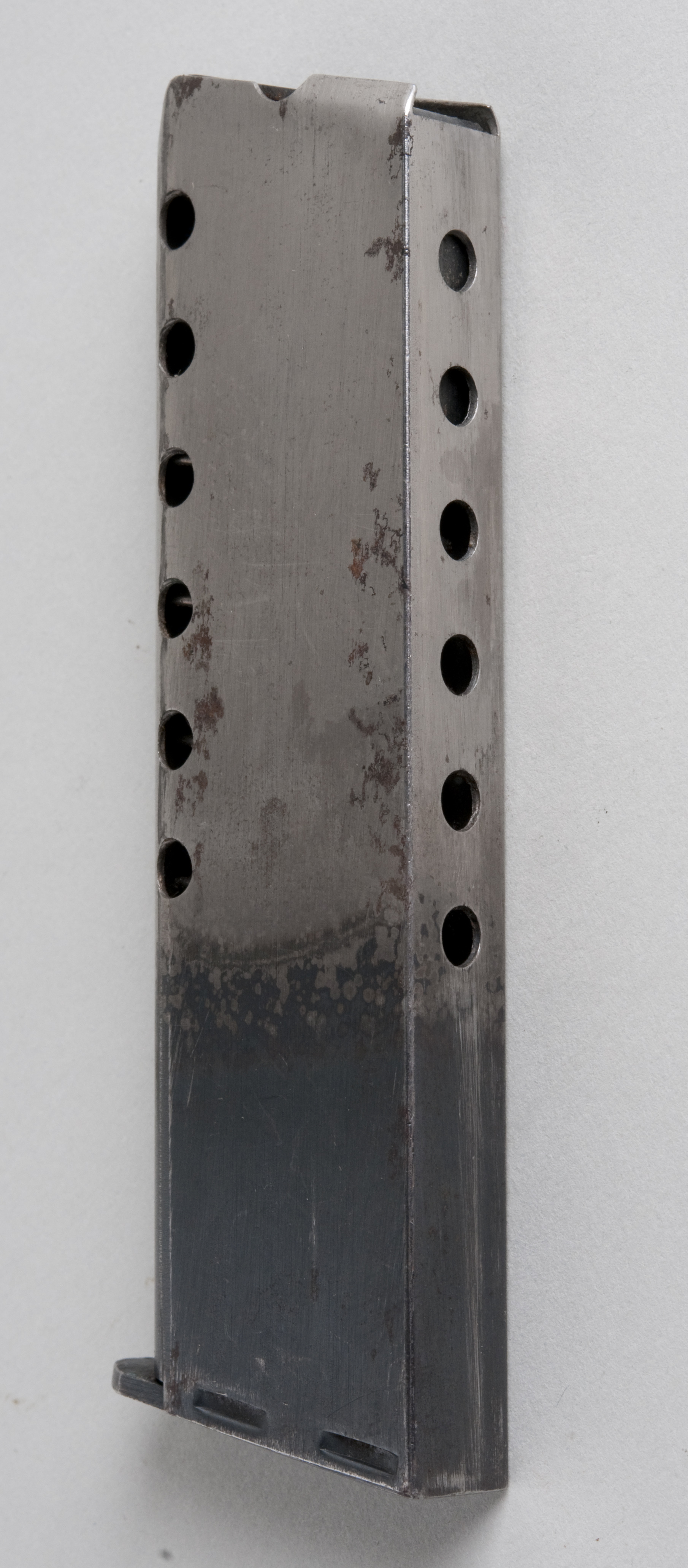
コルトM1908 弾倉

## 日本におけるコルトM1903
M1903は大日本帝国陸軍の将校にM1910に次ぐ人気があった。日本の杉浦銃器製造所はM1903をデッドコピーする形で杉浦式自動拳銃を制作したとされている。
また、かつての日活アクション映画では、本銃をモチーフに製作された電着銃 がよく登場しており、通称“日活コルト”として知られたため、デザイン元である本銃も日本での知名度が高い。

## 登場作品
『メカゴジラの逆襲』
主要人物の村越二郎をはじめとするインターポールの捜査官たちが、ブラックホール第3惑星人に対して使用する。
『薬師寺涼子の怪奇事件簿』
テレビアニメ版にて薬師寺涼子がシルバーモデルを、泉田純一郎がブラックモデルを使用。
『刑事コロンボ』
旧シリーズ・第11話「悪の温室」にて犯人のジャービス・グッドランドが所有、凶器として使用される。また、姪のキャシーも同じ物を所有しており、事件の重要なキーとなる。
『あぶない刑事』
テレビ1作目・第13話「追跡」にて物語のキーアイテムとして登場。犯人の稲垣保夫が凶器として使用しているが、それはかつて港署の刑事だった沢村から奪ったものであり、のちに沢村が刑事を辞める一因にもなった。それから6年の潜伏を経て稲垣は再び犯行に及び、その後横浜から松山へと逃亡する。